# Neogwelfizm
Neogwelfizm (wł. neoguelfismo. Neo- od gr. νέος, néos - nowy; -gwelfizm od wł. guelfismo - gwelifizm) – nazwa oznaczająca ruchy nawiązujące do ideologii gwelfów, działające w wiekach XIX i XX.
W XIX wieku neogwelfizm sprzeciwia się zjednoczeniu Włoch w laickie państwo. W zamian proponuje zjednoczenie pod przywództwem papieża. W XX wieku terminem tym określany jest ruch części katolickich przeciwników faszyzmu. Katolicyzm traktuje jako religię narodową Włochów, a w nich samych widzi naród, który ma moralny i obywatelski prymat nad innymi, jak głosi tytuł manifestu neogwelfizmu.
Najważniejszym ideologiem neogwelfizmu był Vincenzo Gioberti, ale istotny wkład wnieśli również Cesare Balbo i Carlo Cattaneo.
Przeciwnikami neogwelfizmu byli przede wszystkim karbonariusze, którzy chcieli świeckich rządów, oraz konserwatywni przedstawiciele katolicyzmu jak Luigi Taparelli, którzy twierdzili, że katolicyzm nie jest szczególnie związany z żadną konkretną narodowością (Ga 3,28), a papież, jako przywódca Kościoła, nie powinien stawać się przywódcą jednej z nich.